# Sunne (plaats)
Sunne is de hoofdplaats van de gemeente Sunne in het landschap Värmland en de provincie Värmlands län in Zweden. De plaats heeft 4.903 inwoners (2005) en een oppervlakte van 456 hectare.
Sunne is gelegen op een nauwe doorgang tussen de meren Övre Fryken en Mellanfryken, twee langwerpige meren, die meer lijken op een verbreed rivierdal. Bekende (voormalig) inwoners van Sunne zijn schrijfster Selma Lagerlöf, schrijver Göran Tunström en schilder Tage Åsén. Naar Lagerlöf, die zelf in 1909 de Nobelprijs voor de Literatuur won is een literaire competitie genoemd. In Sunne staat een beeld van Anders Fryxell, die een ballade over de stad zong.

## Verkeer en vervoer
Bij de plaats lopen de E45 en Länsväg 241.
De plaats heeft een station aan de spoorlijn Kil - Torsby.

## Geboren
- Selma Lagerlöf (1858-1940), schrijfster en Nobelprijswinnares (1909)
- Sven-Göran Eriksson (1948-2024), voetbalcoach
- Marie Robertson (1977), actrice

## Galerij

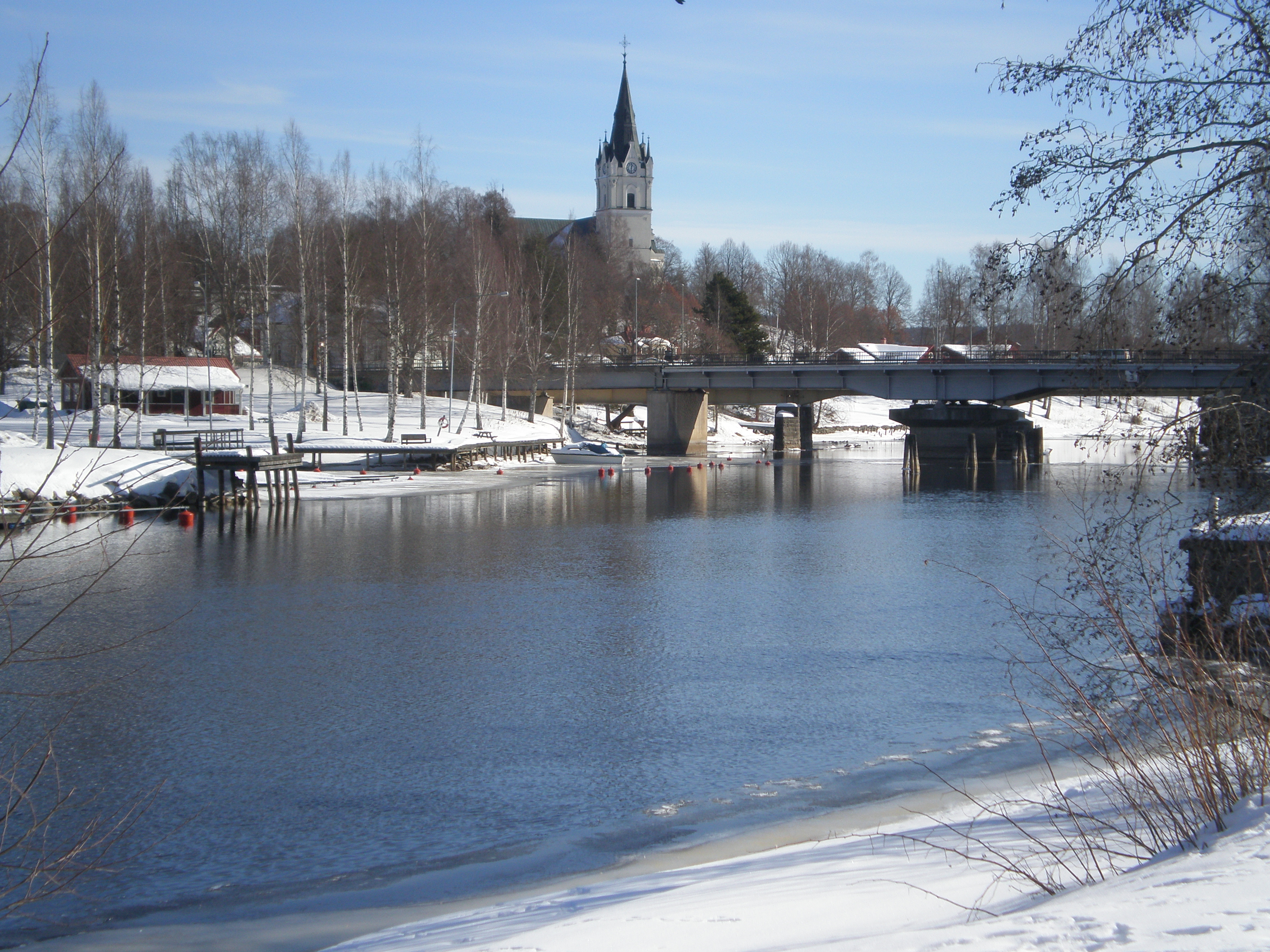
Brug bij Sunne
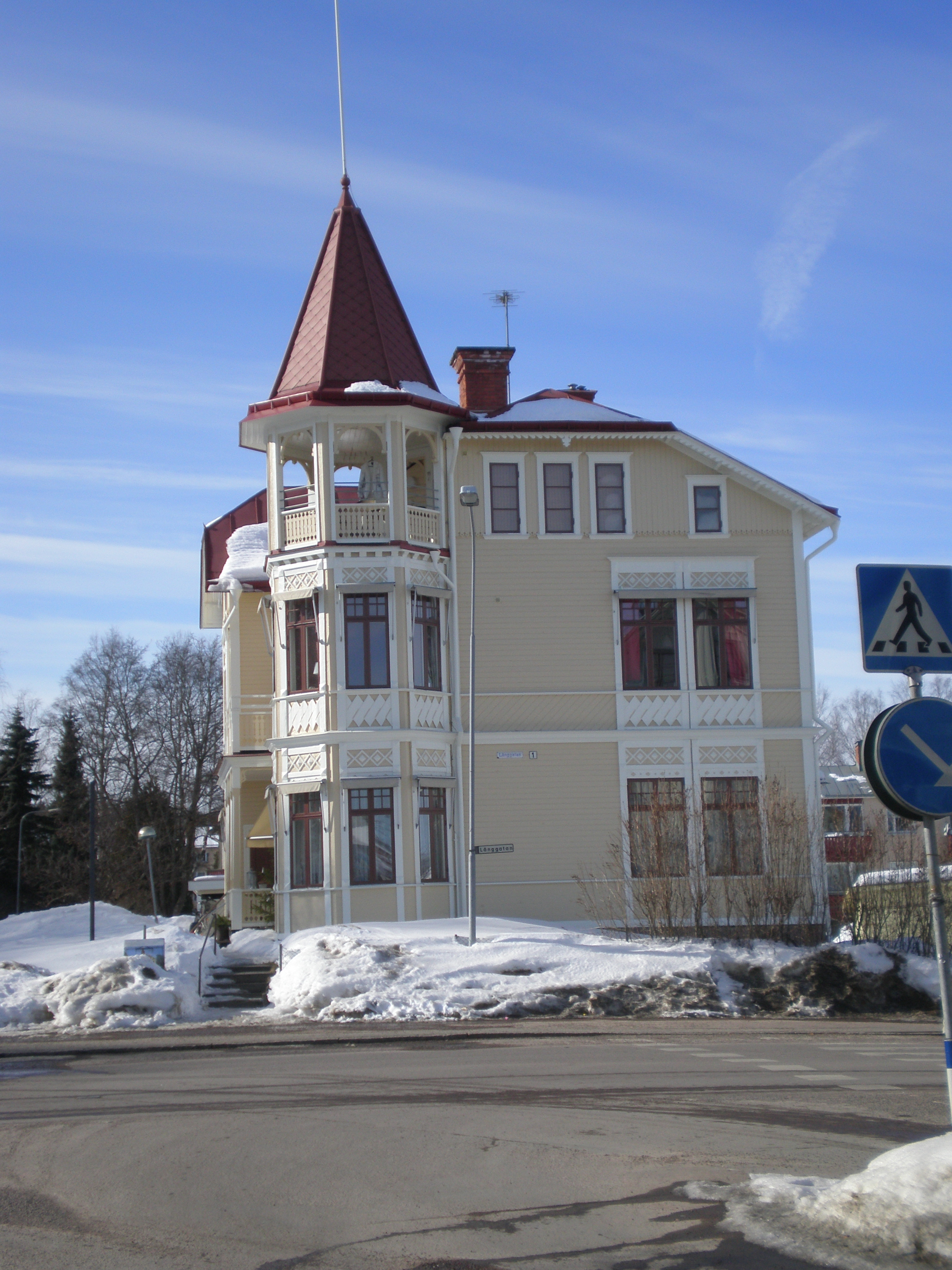
Villa Helios
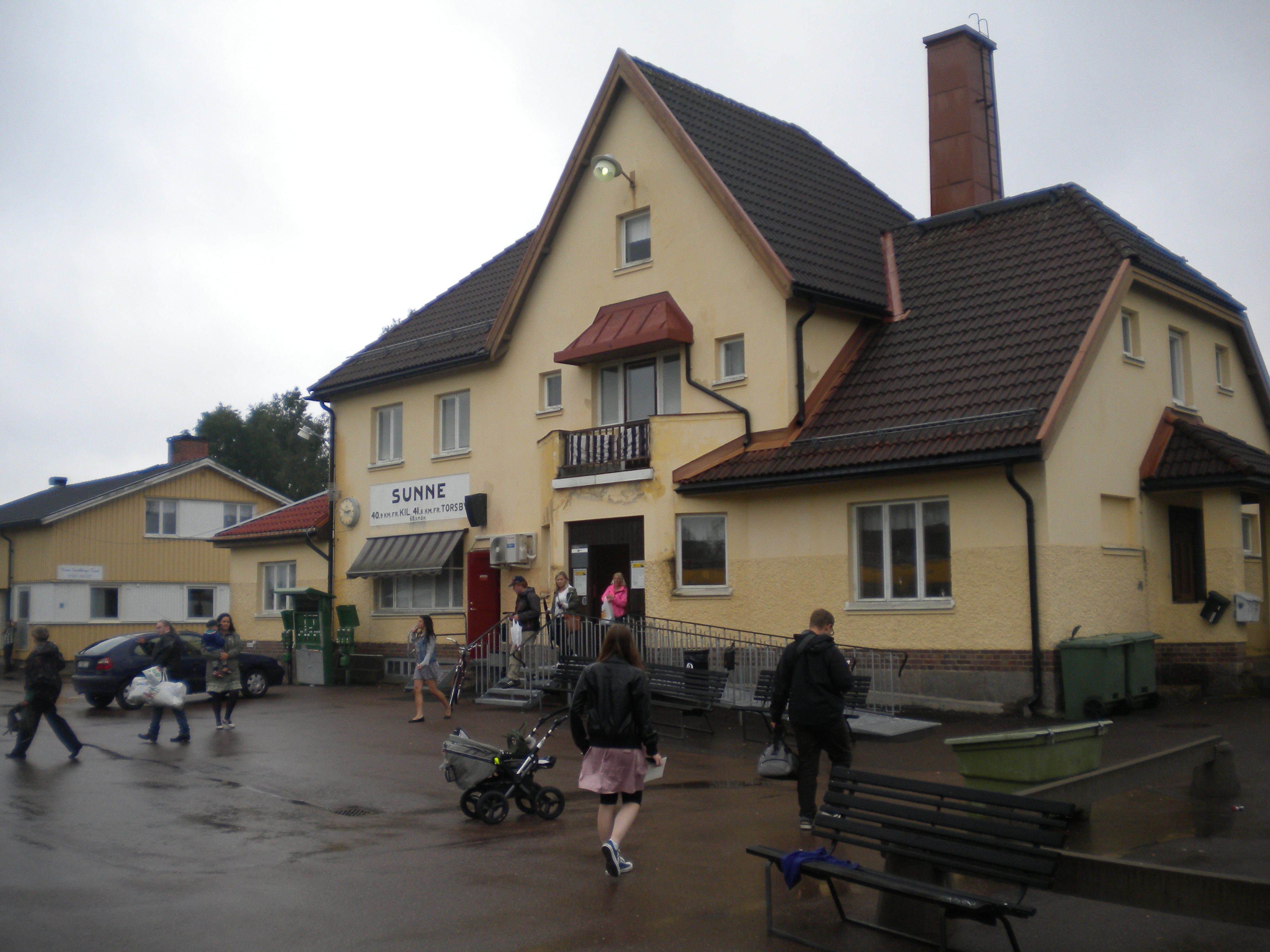
Station van Sunne